# Jan Minkner
Jan Karol Minkner (ur. 1951 w Tarnowskich Górach) – polski działacz i animator kultury, nauczyciel akademicki (etykieta i savoir-vivre) i twórca w zakresie kabaretu estradowego, teatralnego i radiowego. Stworzył ponad 800 tekstów i 100 piosenek o charakterze satyrycznym. Studiował pedagogikę w Wyższej Szkole Pedagogicznej (WSP) w Opolu. W trakcie studiów działał w kulturze studenckiej; był również szefem Zrzeszenia Studentów Polskich w opolskiej WSP. W latach 70. i 80. XX wieku był głównym autorem tekstów i piosenek nastawionego krytycznie wobec władzy PRL kabaretu studenckiego "Skrzat", którego skecze były niejednokrotnie cenzurowane. Z kabaretem występował m.in. w krakowskiej "Piwnicy pod Baranami" oraz w wielu klubach studenckich w całej Polsce. W latach 90. XX wieku stworzył i prowadził kabaret TEKA przy Teatrze im. Jana Kochanowskiego w Opolu, a następnie działał z nim w Radiu Opole. Z rozgłośnią Radia Opole związany był również jako dziennikarz, prowadząc autorskie programy dotyczące kultury i etykiety. Był również redaktorem naczelnym tej rozgłośni i szefem jej Rady Nadzorczej. Swoją aktywność na płaszczyźnie kabaretowej opisał w książce: "Radio Opole. Misja dobrego humoru w latach 2002-2016. Kabaret TEKA i goście". 
Jest ojcem Kamila Minknera, teoretyka polityki i profesora Uniwersytetu Opolskiego.